# Motorsport Arena Oschersleben
A Motorsport Arena Oschersleben é um circuito de 3.667km com uma largura de 11 a 13 metros e mudanças de altitude de 23 metros. O circuito localiza-se em Oschersleben, Börde (aproximadamente a 30km de Magdeburg), Norte da Alemanha.
Inaugurada a 25 de Julho de 1997 (como "Motopark Oschersleben") era o 3º circuito permanente da Alemanha, depois de Nürburgring e Hockenheimring. Com o EuroSpeedway Lausitz e o reconstruído Sachsenring passou a ser o 4º e depois o 5º circuito permanente.
A Motorsport Arena Oschersleben recebeu tradicionalmente a European Touring Car Championship FIA entre 2001 e 2004 e recebe o WTCC desde 2005.

## O circuito
Pilotar consistentemente rápido é um trabalho árduo neste rápido circuito. Há curvas-chave para fazer voltas realmente rápidas. O fim da recta da meta é o local mais rápido no circuito. A chicane McDonalds permite diferentes trajectórias. Contudo, uma trajectória agressiva pode levar ao abandono devido a suspensões partidas.

## Maiores Eventos
Os pontos altos anuais são:
- FIA GT

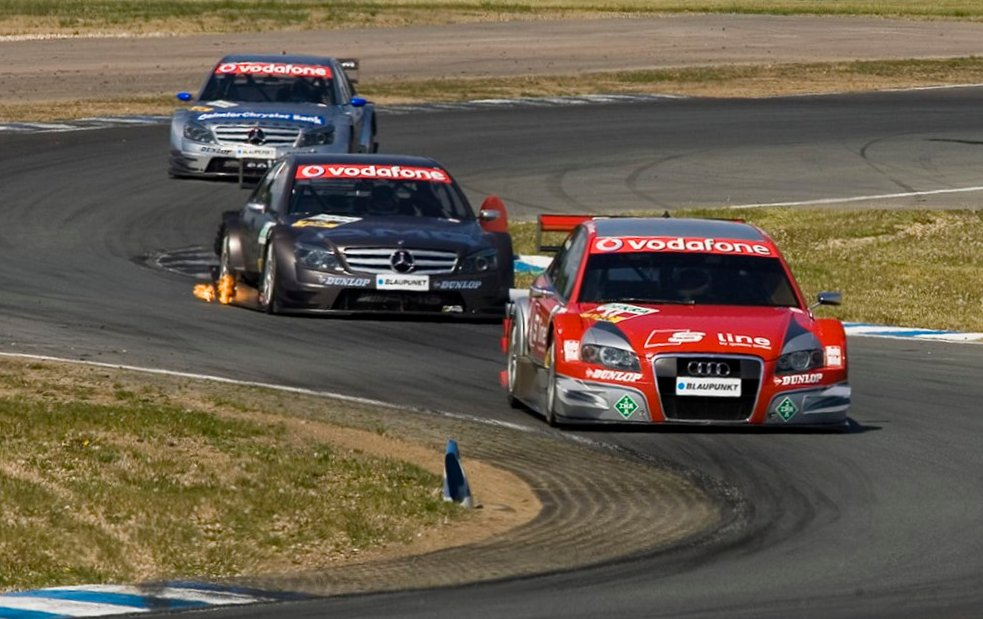
DTM em 2007.

- World Touring Car Championship (WTCC)
- Deutsche Tourenwagen Masters (DTM)
- Fórmula 3 Euroseries

## Simulação/Lista de videojogos
| Race ProToca Race Driver 3 | 2009 | 1997 |
| Project Cars               | 2015 | 2015 |
| Project Cars 2             | 2017 | 2015 |